# Forbach (Németország)
Forbach település Németországban, azon belül Baden-Württembergben. Lakosainak száma 4610 fő (2023. december 31.). Forbach Ottersweier, Bühlertal, Bühl, Baden-Baden, Weisenbach, Gernsbach, Enzklösterle, Seewald, Baiersbronn, Achern és Sasbach községekkel határos.

## Népesség
A település népessége az elmúlt években az alábbi módon változott:
| Lakosok száma | 6405 | 4787 | 4783 | 4736 | 4573 | 4665 | 4610 |
|               | 1975 | 2014 | 2017 | 2019 | 2021 | 2022 | 2023 |